# Xenochrophis
Xenochrophis is een geslacht van slangen uit de familie toornslangachtigen en de onderfamilie waterslangen (Natricinae).

## Naam en indeling
De wetenschappelijke naam van het geslacht werd in 1864 voorgesteld door Albert Günther. Er zijn vijf soorten, vroeger was het soortenaantal hoger maar in 2019 werd ongeveer de helft overgeplaatst naar het geslacht Fowlea. De slangen werden eerder aan andere geslachten toegekend, zoals Tropidonotus, Natrix en het niet langer erkende Sinonatrix.

## Uiterlijke kenmerken
De verschillende soorten blijven klein tot middelgroot, de soort Xenochrophis bellulus bereikt een totale lichaamslengte tot ongeveer 50 centimeter terwijl de soort Xenochrophis trianguligerus een lichaamslengte tot 1,35 meter kan bereiken. De kop is redelijk goed tot duidelijk van het lichaam te onderscheiden door de aanwezigheid van een insnoering.

## Levenswijze
De slangen zijn waterminnend en leven voornamelijk van kikkers en padden, van de soort Xenochrophis vittatus is bekend dat voornamelijk vissen worden buitgemaakt. De vrouwtjes zetten eieren af, van de soort Xenochrophis vittatus is bekend dat een legsel 3 tot 11 eieren kan bevatten, bij Xenochrophis trianguligerus zijn het er ongeveer 5 tot 15.

## Verspreiding en habitat
Soorten uit dit geslacht komen voor in delen van Azië en leven in de landen Pakistan, Nepal, Bangladesh, Brunei, Myanmar, Cambodja, India, Indonesië, Laos, Maleisië, Singapore, Thailand en Vietnam. De soort Xenochrophis vittatus is daarnaast geïntroduceerd in Puerto Rico.
De habitat bestaat voornamelijk uit verschillende typen draslanden, tropische en subtropische bossen en ook in door de mens aangepaste streken zoals overstroomde akkers kunnen de dieren worden aangetroffen.

## Beschermingsstatus
Door de internationale natuurbeschermingsorganisatie IUCN is aan vier soorten een beschermingsstatus toegewezen. Drie soorten worden beschouwd als 'veilig' (Least Concern of LC) en een soort als 'onzeker' (Data Deficient of DD).

## Soorten
Het geslacht omvat de volgende soorten, met de auteur en het verspreidingsgebied.
| Naam                        | Auteur          | Verspreidingsgebied                                                                       |
| --------------------------- | --------------- | ----------------------------------------------------------------------------------------- |
| Xenochrophis bellulus       | Stoliczka, 1871 | Myanmar                                                                                   |
| Xenochrophis cerasogaster   | Cantor, 1839    | Pakistan, Nepal, Bangladesh, India, Maleisië                                              |
| Xenochrophis maculatus      | Edeling, 1864   | Indonesië, Brunei, Maleisië, mogelijk in Singapore                                        |
| Xenochrophis trianguligerus | Boie, 1827      | Brunei, Myanmar, Cambodja, India, Indonesië, Laos, Maleisië, Singapore, Thailand, Vietnam |
| Xenochrophis vittatus       | Linnaeus, 1758  | Indonesië, Maleisië, geïntroduceerd in Singapore en Puerto Rico                           |